# Exodus (альбом The New Power Generation)
Exodus — другий студійний альбом американського гурту The New Power Generation, що вийшов 27 березня 1995 року на лейблі Paisley Park Records. Де-юре альбом містить 21 композицію, але багато з них є короткими переходами (англ. segue) між основними дев'ятьма треками, один з яких є інструментальним. На альбомі присутні три сингли, з яких лише один вийшов на території США.

## Список композицій
1. «NPG Operator Intro» — 0:35
2. «Get Wild» — 4:32
3. segue — 0:38
4. «DJ Gets Jumped» — 0:22
5. «New Power Soul» — 4:10
6. «DJ Seduces Sonny» — 0:38
7. «segue» — 0:43
8. «Count the Days» — 3:24
9. «The Good Life» — 5:48
10. «Cherry, Cherry» — 4:45
11. segue — 0:18
12. «Return of the Bump Squad» — 7:20
13. «Mashed Potato Girl Intro» — 0:21
14. segue — 3:00
15. «Big Fun»– 7:26
16. «New Power Day» — 3:49
17. segue — 0:14
18. «Hallucination Rain» — 5:49
19. «NPG Bum Rush the Ship» — 1:40
20. «The Exodus Has Begun» — 10:06
21. «Outro» — 0:37

## Чарти
| Чарти (1995)                                 | Найвища позиція |
| -------------------------------------------- | --------------- |
| Бельгія Belgian Albums (Ultratop Flanders)   | 27              |
| Нідерланди Dutch Albums (MegaCharts)         | 31              |
| Швейцарія Swiss Albums (Schweizer Hitparade) | 34              |
| Велика Британія UK Albums (OCC)              | 11              |